# Брахім Аслум
Брахім Аслум (араб. إبراهيم اسلوم; нар. 31 січня 1979, Бургуен-Жальє, Франція) — французький боксер-професіонал, що виступав у першій найлегшій вазі. Олімпійський чемпіон 2000 року. Колишній чемпіон світу у першій найлегшій вазі за версією WBA (2007 — 2008).

## Аматорська кар'єра
На чемпіонаті світу 1999 Брахім Аслум здобув дві перемоги над Богданом Добреску (Румунія) і Ліборіо Ромеро (Мексика), а у чвертьфіналі програв Браяну Вілорія (США).
 Олімпійські ігри 2000 
- 1/16 фіналу. Переміг Мохаммеда Резкалла (Єгипет) — 12-3
- 1/8 фіналу. Переміг Браяна Вілорія (США) — 6-4
- 1/4 фіналу. Переміг Кім Кі Сука (Південна Корея) — 12-8
- 1/2 фіналу. Переміг Маікро Ромеро (Куба) — 13-12
- Фінал. Переміг Рафаеля Лосано (Іспанія) — 23-10

## Професійна кар'єра
У 2001 році, після успішного виступу на Олімпійських іграх у Сіднеї, вирішив перейти на професійний ринг. Там здобув 19 перемог підряд та дістав право на титульний бій за версією WBA проти венесуельця Лоренцо Парра, однак перемогти не зумів. Згодом дістав право позмагатися за чемпіонський титул вже за іншою версією (WBO) проти чинного чемпіона Омара Нарваеса (Аргентина), але і тут його чекала невдача. Після двох поразок у боях за світовий титул вирішив опуститися у вазі, перейшовши у першу найлегшу вагу. 
Тут вже Аслум зумів стати чемпіоном за версією WBA, перемігши аргентинця Хуана Карлоса Ревеко.